# Sivas-massakren
Sivas-massakren (Tyrkisk: Sivas Madımak Olayı eller Sivas Katliamı) refererer til de begivenheder, der fandt sted d. 2. juli 1993 i den tyrkiske by Sivas foran Madımak-hotellet. Begivenhederne resulterede i at i alt 35 mennesker mistede livet, hvoraf to personer var hotelansatte.
De fleste af ofrene var alevitter, som havde samlet sig i byen Sivas i anledning af en kulturfestival. Ofrene blev dræbt, da en kæmpe folkemængde bestående af ultra-fascister og yderligtgående islamister satte ild til det hotel, de befandt sig på. Under begivenheden omkom også to personer fra denne folkemængde.
Selvom ofrene havde forsøgt at tilkalde hjælp på mange forskellige måder, blev der ikke grebet ind over for den vrede folkemængde uden for hotellet. De styrker (soldater og politifolk) som ankom til stedet, nøjedes med at se på i de 7-8 timer, massakren varede, inden de greb ind. Hotellet havde været i brand i 8 timer, inden brandfolk dukkede op.

## Ofrene
Ofrene for Sivas-massakren bestod primært af personer, der havde en tilknytning til kulturfestivalen i Sivas. 23 af ofrene var alevitter, 1 var en hollandsk journalist, mens 11 var sunnitter. Heriblandt var nogle af tidens største alevitiske kunstnere, bl.a. folkesangerne Muhlis Akarsu, Nesimi Çimen og Hasret Gültekin. Sidstnævne regnes for at være blandt Tyrkiets dygtigste saz-spillere, hvis ikke den bedste.
Navnene på de omkomne var:
| Navn              | Alder |
| ----------------- | ----- |
| Muhibe Akarsu     | 45 år |
| Muhlis Akarsu     | 45 år |
| Gülender Akça     | 25 år |
| Metin Altıok      | 52 år |
| Mehmet Atay       | 25 år |
| Sehergül Ateş     | 30 år |
| Erdal Ayrancı     | 35 år |
| Behçet Sefa Aysan | 44 år |
| Asım Bezirci      | 67 år |
| Carina Cuanna     | 23 år |
| Belkıs Çakır      | 18 år |
| Serpil Çanik      | 19 år |
| Muammer Çiçek     | 26 år |
| Nesimi Çimen      | 67 år |
| Serkan Doğan      | 19 år |
| Hasret Gültekin   | 23 år |
| Murat Gündüz      | 22 år |
| Gülsün Karababa   | 25 år |
| Koray Kaya        | 12 år |
| Menekşe Kaya      | 17 år |
| Uğur Kaynar       | 37 år |
| Asaf Koçak        | 35 år |
| Handan Metin      | 20 år |
| Sait Metin        | 23 år |
| Huriye Özkan      | 22 år |
| Yeşim Özkan       | 20 år |
| Ahmet Özyurt      | 21 år |
| Asuman Sivri      | 16 år |
| Yasemin Sivri     | 17 år |
| Edibe Sulari      | 40 år |
| Nurcan Şahin      | 18 år |
| Özlem Şahin       | 17 år |
| İnci Türk         | 22 år |

De to hotelansatte, som også mistede livet, var:
| Navn         | Alder |
| ------------ | ----- |
| Ahmet Öztürk | 21 år |
| Kenan Yılmaz | 21 år |

De to aktivister, som også selv døde, da de medvirkede i massakren, var:
| Navn          | Alder       |
| ------------- | ----------- |
| Ahmet Alan    | Født i 1971 |
| Hakan Türkgil | Født i 1976 |

## Weblinks
- Wikimedia Commons har flere filer relateret til Sivas-massakren